# Кольбер (фамилия)
Кольбе́р (англ. Colbert, фр. Colbert) — английская и французская фамилия и имя неопределенной этимологии. Вполне возможно, что он возникал независимо несколько раз на протяжении всей истории. Имя записано в Англии в Книге Судного дня XI века в Девоне, Чешире и Линкольншире. Эта английская фамилия изначально была именем, которое могло означать «крутой» и «яркий»; см. также имя Берт. Французское название, возможно, имеет другое происхождение, но некоторые лингвисты говорят, что оно имеет то же происхождение от германских слов «kol» («прохладный») и «berht» («яркий»). Оно зарегистрировано во французской исторической провинции Шампань в 15 веке, где, как некоторые предполагают, это уменьшенная форма от «Colibert», что также засвидетельствовано в средневековом Шампани. «Colibert» изначально было сокращением от латыни collibertus («товарищ вольноотпущенник», то есть «товарищ освобожденный раб»).
Имя распространено в англоязычных странах, особенно в Ирландии, но некоторые из этих семей могут происходить из Франции, где это имя очень распространено.

## Фамилия
- Кольбер, Грегори (род. 1960) — канадский фотограф.
- Кольбер, Клодетт (1903—1996) — франко-американская актриса.
- Кольбер, Жан-Батист (1619—1683) — французский государственный деятель, старший брат Шарля Кольбера.
- Кольбер, Жан-Батист, маркиз де Торси (1665—1746) — французский государственный деятель, сын Шарля Кольбера.
- Кольбер, Стивен (род. 1964) — американский актёр, ведущий телепрограммы The Colbert Report.
- Кольбер, Шарль (1625—1696) — французский дипломат, младший брат Жан-Батиста Кольбера.

### Двойная фамилия
- Кольбер-Шабане, Пьер Давид де (1774—1853) — французский генерал.
- Кольбер-Шабане, Огюст Франсуа-Мари де (1777—1809) — французский генерал.
- Кольбер-Шабане, Луи Пьер Альфонс де (1776—1843) — французский генерал.